# Бруль, Мариано
Мариано Бруль (исп. Mariano Brull Caballero; 24 февраля 1891, Камагуэй — 8 июня 1956, Гавана) — кубинский поэт, переводчик, дипломат.

## Биография
Сын офицера испанской армии, выходца из Каталонии. Детство провел в Сеуте и Малаге. Учился в Камагуэе, здесь же начал писать стихи. В 1908 году приехал в Гавану, окончил юридический факультет университета. Служил адвокатом. В 1914—1915 вошел в небольшую группу поэтов, сложившуюся вокруг известного литературного критика Педро Энрикеса Уреньи, который жил и работал тогда на Кубе. В 1916 дебютировал книгой стихов «Дом безмолвия», отмеченных влиянием испаноязычного модернизма (в особенности — Х. Р. Хименеса) и французского символизма (Малларме, Валери).
В дальнейшем на протяжении нескольких десятилетий был на дипломатической службе в разных странах мира (США, Перу, Испания, Франция, Италия, Канада, Бельгия, Уругвай). В 1954 вышел в добровольную отставку в знак протеста против политики Фульхенсио Батисты.
Дружил с Х. Р. Хименесом, Альфонсо Рейесом, Габриелой Мистраль, публиковался на страницах различных изданий, инициированных Лесама Лимой, в том числе — в журнале Orígenes.
Скончался от опухоли головного мозга.

## Творчество
Бруль чрезвычайно увлекался звуковой стороной поэтического языка, усиливал его метафорическую составляющую, игровое начало, в целом оставаясь в границах «чистой поэзии». Практиковал как строгую форму (сонет), так и верлибр. Несколько его книг вышли двуязычными изданиями с переводами на французский, в том числе — с предисловием Валери. Сам он блестяще перевел поэмы Валери «Приморское кладбище» и «Юная Парка».

## Произведения

### Прижизненные издания
- La casa del silencio (1916)
- Poemas en menguante (1928)
- Canto redondo (1934)
- Poèmes (1939, на испанском и французском языках)
- Solo de rosa (1941)
- Temps en peine/Tiempo en pena (1950, на испанском и французском языках)
- Rien que…/ Nada más que… (1954, на испанском и французском языках)

### Сводные издания
- Poesía reunida. Madrid: Cátedra, 2000
- Obras: poesía y prosa, 1916—1955. Boulder: Society of Spanish and Spanish American Studies, 2001